# Alberto Gagliardi
Alberto Gagliardi (Genova, 31 gennaio 1946) è un politico italiano.

## Biografia
Si laurea in scienze politiche e in seguito diviene dirigente aziendale. Entra per la prima volta in parlamento, come deputato, nel 1996 con Forza Italia, il partito di Silvio Berlusconi. In seguito viene eletto consigliere comunale a Genova sempre con il centrodestra, ma nel giugno 2011 si iscrive all'Italia dei Valori.

### Incarichi parlamentari
Ha fatto parte delle seguenti commissioni parlamentari: Trasporti, Indirizzo generale e vigilanza dei servizi radiotelevisivi.

### Sottosegretario di Stato
Nel giugno 2001 viene nominato sottosegretario agli affari regionali nel secondo governo Berlusconi. Tale incarico lo ha svolto anche nel terzo governo Berlusconi, dal 2005 al 2006.